# PLUR
PLUR (akronim słów "Peace, Love, Unity, Respect", czyli Pokój, Miłość, Wspólnota i Szacunek) – dewiza kultury rave.
Poszczególne hasła oznaczają:
- Peace (Pokój) – brak wrogości, nieodbieranie spokoju innym ludziom; niekrzywdzenie osób postronnych z własnych powodów.
- Love (Miłość) – życzliwość dla innych zwraca się z czasem; jest nagrodą samą w sobie.
- Unity (Wspólnota) – wszyscy są jednostkami większej społeczności; dążenie do ogólnego dobra jest naszym celem.
- Respect (Szacunek) – nie starać się przekonywać innych ludzi o błędności ich twierdzeń; jeśli coś kogoś uszczęśliwia bez robienia innym przykrości, jest w porządku.